# Citonja (planina)
Citonja je planina u Bosni. Nalazi se istočno od Fojnice. Zapadno od Citonje teče Gvožđanka koja se ulijeva u Fojničku rijeku koja sa sjevera ograničuje Citonju. Planina se pruža u smjeru istok - zapad. Sa sjeverne strane planine je selo Ostruška Citonja, a s južne Bakovićka Citonja. Najviši vrh Jasikovica na granici je općina Fojnice i Kiseljaka.